# TNT Sports (México)
TNT Sports é a marca utilizada pela WarnerMedia no México para transmissões esportivas nos canais da empresa (principalmente TNT e Cinemax ), e sua plataforma de streaming, Max, principalmente futebol .
Foi fundado em 10 de junho de 2021 e foi anunciado em suas redes sociais para começar a transmitir a Liga dos Campeões da UEFA a partir da temporada 2021-2022 .